# Supermarine Walrus
Supermarine Walrus byl britský létající člun užívaný v druhé světové válce. Jednalo se o tří- až čtyřmístný letoun, který sloužil především k průzkumu, ale stal se zejména známým pro své působení při záchraně sestřelených spojeneckých pilotů nad mořem. Předchůdce letounu Seagull Mk V vzlétl již roku 1933, prototyp Walrusu až v roce 1935. Ve válečném konfliktu sloužil v mnoha ozbrojených silách, například australských, kanadských, egyptských či sovětských. Letoun byl užíván i k civilním účelům.
Jednalo se o jednomotorový dvouplošník s hvězdicovým motorem v tlačném uspořádání umístěným za kabinou mezi dolním a horním křídlem. Trup byl celokovový (Seagull Mk V a Walrus Mk I) nebo dřevěný (Walrus Mk II). Křídla se dala sklopit dozadu podél trupu. Střelci ovládali své kulomety z otevřených stanovišť: jedno na přídi před kabinou a druhé na hřbetě trupu za vrtulí. Kola hlavního podvozku se zatahovala do prohlubní ve spodním křídle, zatímco podvozkové nohy zůstaly nezakryty.

## Specifikace

Supermarine Walrus

### Technické údaje
- Osádka:
- Rozpětí: 13,97 m
- Délka: 11,35 m
- Výška: 4,65 m
- Plocha křídel: 56,67 m²
- Hmotnost prázdného stroje: 2223 kg
- Hmotnost vzletová: 3266 kg
- Pohonná jednotka: 1× hvězdicový motor Bristol Pegasus VI o výkonu 559 kW

### Výkony
- Maximální rychlost: 217 km/h
- Dostup: 5210 m
- Dolet: 966 km

### Výzbroj
- 2–3× kulomet Vickers K ráže 7,7 mm
- max. 272 kg bomb